# Le Coudray-Saint-Germer
Le Coudray-Saint-Germer é uma comuna francesa na região administrativa de Altos da França, no departamento de Oise. Estende-se por uma área de 13,48 km². Em 2010 a comuna tinha 893 habitantes (densidade: 66,2 hab./km²).